# Jan Vennegoor of Hesselink
Jan Johannes Vennegoor of Hesselink (wym. [ˈjɑn ˈvɛ.nə.ˌɣɔːr ɔf.ˈhɛ.sə.lɪŋk]; ur. 7 listopada 1978 w Oldenzaal) – holenderski piłkarz, grający na pozycji napastnika.
Ten piłkarz o jednym z najdłuższych nazwisk wśród holenderskich piłkarzy zaczynał karierę w amatorskim klubie z rodzinnej miejscowości, Quick’20. W dorosły futbol wkraczał już jako gracz FC Twente, w którym grał od 1996 do 2001 roku. W barwach FC Twente zagrał w Eredivisie 142 razy strzelając 59 bramek. W 2001 roku zainteresował się nim silniejszy PSV Eindhoven i za 8,4 miliona euro zawodnik ten przeszedł do klubu z Eindhoven od razu stając się jego podstawowym graczem. Latem 2006 za sumę około 7,5 miliona euro przeszedł do szkockiego Celtic F.C. Po wygaśnięciu trzyletniego kontraktu z klubem z Glasgow, Holender podpisał we wrześniu 2009 roku umowę z angielskim Hull.
Od sezonu 2010/2011 występował w drużynie z Austrii – Rapidzie Wiedeń. Zakończył karierę 15 maja 2012 roku.
W reprezentacji Holandii Vennegoor of Hesselink zadebiutował 11 października 2000 roku w przegranym 0-2 meczu z reprezentacją Portugalii, zmieniając w 46 minucie samego Patricka Kluiverta. Vennegoor of Hesselink był również uczestnikiem Mistrzostw Świata w których Holandia odpadła w 1/8 finału w pamiętnym, brutalnym meczu z Portugalią. Portugalia wygrała ten mecz 1:0.

## Kariera
| Sezon   | Klub             | Kraj     | Rozgrywki               | Mecze | Bramki |
| ------- | ---------------- | -------- | ----------------------- | ----- | ------ |
| 1996/97 | FC Twente        | Holandia | Eredivisie              | 12    | 0      |
| 1997/98 | FC Twente        | Holandia | Eredivisie              | 28    | 4      |
| 1998/99 | FC Twente        | Holandia | Eredivisie              | 34    | 21     |
| 1999/00 | FC Twente        | Holandia | Eredivisie              | 34    | 19     |
| 2000/01 | FC Twente        | Holandia | Eredivisie              | 34    | 15     |
| 2001/02 | PSV Eindhoven    | Holandia | Eredivisie              | 34    | 22     |
| 2002/03 | PSV Eindhoven    | Holandia | Eredivisie              | 32    | 8      |
| 2003/04 | PSV Eindhoven    | Holandia | Eredivisie              | 30    | 12     |
| 2004/05 | PSV Eindhoven    | Holandia | Eredivisie              | 28    | 19     |
| 2005/06 | PSV Eindhoven    | Holandia | Eredivisie              | 32    | 11     |
| 2006/07 | Celtic F.C.      | Szkocja  | Scottish Premier League | 21    | 13     |
| 2007/08 | Celtic F.C.      | Szkocja  | Scottish Premier League | 32    | 15     |
| 2008/09 | Celtic F.C.      | Szkocja  | Scottish Premier League | 25    | 6      |
| 2009/10 | Hull City A.F.C. | Anglia   | Premier League          | 21    | 3      |
| 2010/11 | Rapid Wiedeń     | Austria  | Bundesliga              | 10    | 2      |
|         |                  |          | Łącznie w Eredivisie    | 298   | 131    |